# Россия на летних Олимпийских играх 1908
Россия на летних Олимпийских играх 1908 была представлена 6 спортсменами в 3 видах спорта (борьба, лёгкая атлетика и фигурное катание).

## Организация участия в Играх спортсменов из России
В связи с тем, что в Российской империи в 1908 году не существовало олимпийского комитета (создан в 1911 году) участники из России прибывали в Лондон и записывались на соревнования частным порядком. В связи с отсутствием национального олимпийского комитета Россия не участвовала в параде открытия Игр.
Поездку команды борцов в Лондон организовал и финансировал представитель России в МОК, граф Георгий Рибопьер. Участие фигуриста Николая Панина-Коломенкина и судьи в фигурном катании Георгия Сандерса финансировали меценаты из "Петербургского общества любителей бега на коньках". Проживавший в Англии Георг Линд и проживавший в Брюсселе Александр Петровский подали заявки индивидуально.

## Призёры

### Золото
| Золото |                            |                                                          |
| №      | Спортсмены                 | Вид спорта (дисциплина)                                  |
| 1      | Николай Панин (Коломенкин) | Фигурное катание (мужское одиночное, специальные фигуры) |

### Серебро
| Серебро |                  |                                    |
| №       | Спортсмены       | Вид спорта (дисциплина)            |
| 1       | Николай Орлов    | Греко-римская борьба (лёгкий вес)  |
| 2       | Александр Петров | Греко-римская борьба (тяжёлый вес) |

### По видам спорта
| Спорт            | Золото | Серебро | Бронза | Всего |
| ---------------- | ------ | ------- | ------ | ----- |
| Фигурное катание | 1      | 0       | 0      | 1     |
| Борьба           | 0      | 2       | 0      | 2     |

## Результаты

### Борьба
Спортсменов — 4
Мужчины, греко-римская борьба
| Спортсмен        | Категория   | 1/16               | 1/8                        | Четвертьфинал                     | Полуфинал7                              | Финал                       | Место |
| Спортсмен        | Категория   | Соперник Результат | Соперник Результат         | Соперник Результат                | Соперник Результат                      | Соперник Результат          | Место |
| ---------------- | ----------- | ------------------ | -------------------------- | --------------------------------- | --------------------------------------- | --------------------------- | ----- |
| Николай Орлов    | До 66,6 кг  |                    | Карл Лунд (SWE) поб. 10:46 | Эдён Радвань (HUN) поб. 7:16      | Арво Линден (FIN) поб. по решению судей | Энрико Порро (ITA) пор. 2:0 |       |
| Георгий Дёмин    | До 73,0 кг  |                    | Аксель Франк (SWE) пор.    | Завершил выступление              | Завершил выступление                    | Завершил выступление        |       |
| Евгений Замотин  | До 93,0 кг  |                    | Хуго Пайр (HUN) пор. 9:8   | Завершил выступление              | Завершил выступление                    | Завершил выступление        |       |
| Александр Петров | Свыше 93 кг |                    |                            | Фредерик Хемфрис (GBR) поб. 10:46 | Хуго Пайр (HUN) поб. 15:12              | Рихард Вейс (HUN) пор. 2:0  |       |

### Лёгкая атлетика
Спортсменов — 1
| Спортсмен  | Соревнование | Предварительный раунд | Предварительный раунд | Финал     | Финал |
| Спортсмен  | Соревнование | Результат             | Место                 | Результат | Место |
| ---------- | ------------ | --------------------- | --------------------- | --------- | ----- |
| Георг Линд | Марафон      |                       |                       | 3:26:38,8 | 19    |

В официальном отчёте Олимпийских игр 1908 года, а также в книге воспоминаний участника ОИ-1908 Панина-Коломенкина, в списке участников ОИ от России указан легкоатлет Александр Петровский (A. de Petrowsky), в будущем авиатор и герой Первой мировой войны.

### Фигурное катание
Спортсменов — 1
 Специальные фигуры
| Rank | Name                       | Points (Rank) | Points (Rank) | Points (Rank) | Points (Rank) | Points (Rank) | Average score | Total ordinals |
| Rank | Name                       | ХГ            | ЭХ            | ГХ            | ХВ            | ГС            | Average score | Total ordinals |
| ---- | -------------------------- | ------------- | ------------- | ------------- | ------------- | ------------- | ------------- | -------------- |
|      | Николай Панин (Коломенкин) | 44 (1)        | 44 (1)        | 44 (1)        | 42 (1)        | 45 (1)        | 43.8          | 5              |

В данном виде Николай Панин-Коломенкин выиграл единственную золотую медаль российской олимпийской сборной за всю первую половину XX века (до 1952 года).
Мужское одиночное катание
В этом виде, в результате некорректного судейства обязательной программы (подробнее см. статью Панин-Коломенкин), снялся с соревнований, не выполнив произвольную программу.

### Велоспорт
В официальном отчёте Олимпийских игр 1908 года, а также в книге воспоминаний участника ОИ-1908 Панина-Коломенкина, в списке участников ОИ от России указан велосипедист Мартинсон (J. Martinson).